# Hylophylax
Hylophylax és un gènere d'ocells de la família dels tamnofílids (Thamnophilidae). Agrupa tres espècies natives de l'Amèrica tropical (Neotròpic), on es distribueixen des de la costa caribenya d'Hondures, per Amèrica Central i del Sud, cap a l'est fins a les Guaianes i nord del Brasil i cap al sud fins al sud-est del Perú, nord de Bolívia i Amazònia brasilera.

## Descripció
Els formiguers d'aquest gènere són ocells petits, mesuren entre 10,5 i 11,5 cm de longitud, de cua curta i de patró de plomatge atractiu i relativament ornat. Habiten en selves humides de baixa altitud, principalment a la conca amazònica. No tots són seguidors regulars d'eixams de formigues legionàries.

## Taxonomia
El gènere Hylophylax va ser erigit per l'ornitòleg nord-americà Robert Ridgway el 1909 amb el formiguer tacat com a espècie tipus. El nom del gènere combina el grec antic «ὑλη, hulē» que significa “bosc” i «φυλαξ, phulax; φυλακος, phulakos», que significa “vigilant”.
L'espècie Willisornis poecilinotus ja va estar inclosa en aquest gènere, però els estudis de Brumfield et al (2007) van demostrar que la seva inclusió deixaria el gènere com polifilètic, i van proposar separar-la en un gènere ressuscitat Dichropogon, el que va ser aprovat en la Proposta N° 286 al Comitè de Classificació de Sud-americà (SACC). Tanmateix, Agne & Pacheco (2007), van fer notar que Dichropogon ja estava ocupat per un gènere de mosques, i van proposar un nou gènere Willisornis, el que va ser aprovat en la Proposta N° 340 al SACC.
Segons la Classificació del Congrés Ornitològic Internacional (versió 14.2, 2024) aquest gènere està format per tres espècies:
- Hylophylax naevioides - formiguer tacat.
- Hylophylax naevius - formiguer dorsiclapat.
- Hylophylax punctulatus - formiguer dorsiperlat.